# Nike Fuhrmann
Nike Fuhrmann (Monaco di Baviera, 11 settembre 1974) è un'attrice tedesca, attiva principalmente in campo televisivo.
Complessivamente, tra  cinema e - soprattutto - televisione, ha partecipato a circa una trentina di differenti produzioni. Tra i suoi ruoli più noti, figurano quelli in serie televisive quali Maddin in Love  (2008) e Der Bergdoktor (2009-2011).

## Biografia
Nike Fuhrmann nasce a Monaco di Baviera l'11 settembre 1974.
Dal 1995 al 1999 studia recitazione a Hannover presso la Hochschule für Musik und Theater.
In seguito, viene ingaggiata dalla compagnia del Teatro di Magdeburgo, dove recita nel ruolo da protagonista in Die neuen Leiden des jungen W. e Berlin Alexanderplatz. In seguito viene ingaggiata dalla compagnia teatrale per ragazzi Schnawwl, per la quale recita in vari ruoli da protagonista fino al 2006.
Il suo primo ruolo televisivo degno di nota arriva nel 2008, quando viene scelta per interpretare Isabelle nella serie televisiva Maddin in Love.
L'anno seguente, entra nel cast della serie televisiva Der Bergdoktor, remake dell'omonima serie, dove, fino al 2011 interpreta il ruolo di Kara Hoffmann.
Nel 2016, è protagonista, nel ruolo di Charlotte Rampley, del film TV, basato sui racconti di Katie Fforde, Tu e io (Du und ich).
Nel 2017, entra nel cast principale della serie televisiva poliziesca SOKO Wismar (dove già era apparsa precedentemente come guest-star), dove interpreta il ruolo del Commissario Capo Isabelle Joost.

## Filmografia

### Cinema
- It Takes Two, regia di Johannes Brodowski - cortometraggio (2001)
- Pauvre diable, regia di Li Wolfgang Schiffer - cortometraggio (2005)
- Die Wahrheit über das Volk der Mäuse, regia di Alexander Weimer (2006)
- Pink, regia di Rudolf Thome (2009)
- Geldregen, regia di Christian Schega - cortometraggio (2009)
- Slave, regia di Jorgo Papavassiliou (2012)
- Ich sehe was, was du nicht siehst, regia di Alexandra Nebel - cortometraggio (2012)
- Bevor die Stare ziehen, regia di Ingmar Schuster - cortometraggio (2013)
- Milliarden Jahre vor dem Weltuntergang, regia di Angelika Herta e Franz Müller - cortometraggio (2014)
- Biester, regia di Rebeca Ofek - cortometraggio (2016)
- Solo, regia di Rebeca Ofek - cortometraggio (2017)

### Televisione
- Hochzeit auf Raten, regia di Jan Ruzicka – film TV (2002)
- Il nostro amico Charly (Unser Charly) – serie TV, episodio 11x03 (2006)
- Lulu, regia di Uwe Janson – film  TV (2006)
- Verliebt in Berlin – soap opera, 1 episodio (2006)
- Arme Millionäre – serie TV, episodio 2x06 (2006)
- Die Krähen, regia di Edzard Onneken – film TV (2006)
- Il commissario Schumann (Der Kriminalist) – serie TV, episodio 1x01 (2006)
- Nur ein kleines bisschen schwanger, regia di Lars Montag – film TV (2007)
- Der Dicke – serie TV, episodio 2x07 (2007)
- Maddin in Love – serie TV, 8 episodi (2008)
- Im Namen des Gesetzes – serie TV, episodio 12x10 (2008)
- Circle of Life (Familie Dr. Kleist) – serie TV, episodio 3x06 (2008)
- Meine wunderbare Familie – serie TV, episodio 1x03 (2009)
- In aller Freundschaft – serie TV, episodi 7x20-11x10-14x14 (2005-2011)
- Squadra Speciale Stoccarda (SOKO Stuttgart) – serie TV, episodio 4x03 (2012)
- Heiter bis tödlich - Akte Ex – serie TV, episodi 1x06-1x07 (2012)
- Der Bergdoktor – serie TV, 42 episodi (2009-2012)
- Last Cop - L'ultimo sbirro (Der letzte Bulle) – serie TV, episodio 4x03 (2013)
- Heiter bis tödlich - Hauptstadtrevier – serie TV, episodio 1x10 (2013)
- Wir haben gar kein' Trauschein, regia di Dennis Satin – film TV (2013)
- Die Rosenheim-Cops – serie TV, episodio 13x07 (2013)
- Weißblaue Geschichten – serie TV, episodio 1x47 (2014)
- Squadra Speciale Cobra 11 (Alarm für Cobra 11 – Die Autobahnpolizei) – serie TV, episodio 19x03 (2014)
- Die Bergretter – serie TV, episodio 6x03 (2014)
- Un ciclone in convento (Um Himmels Willen) – serie TV, episodio 14x02 (2015)
- Opa, ledig, jung, regia di Markus Herling – film TV (2015)
- Herzensbrecher – serie TV, episodio 3x04 (2015)
- Guardia costiera (Küstenwache) – serie TV, episodi 11x21-17x11 (2008-2015)
- Katie Fforde – serie TV, episodio 1x26 (2016)
- Inga Lindström – serie TV, episodio 14x01 (2016)
- Phoenixsee – serie TV, 6 episodi (2016)
- Squadra Speciale Colonia (SOKO Köln) – serie TV, episodio 12x06 (2017)
- Der Lehrer – serie TV, episodio 5x01 (2017)
- Squadra speciale Lipsia (SOKO Leipzig) – serie TV, episodi 2x05-7x08-17x21 (2002-2017)
- Gli specialisti (Die Spezialisten - Im Namen der Opfer) – serie TV, episodio 2x04 (2017)
- Bettys Diagnose – serie TV, episodio 3x11 (2017)
- In aller Freundschaft - Die jungen Ärzte – serie TV, episodio 3x16 (2017)
- Heldt – serie TV, episodio 5x11 (2017)
- Jenny: Echt gerecht – serie TV, episodi 1x03-1x06-1x09 (2018)
- SOKO Wismar – serie TV, 148 episodi (2006-2023)